# Анђели и демони
Анђели и демони (енгл. Angels and Demons) је роман познатог светског писца неколико бестселера, Дена Брауна, објављен маја 2000.

## Радња
Радња књиге прати симболога Роберта Лангдона у његовом покушају да заустави легендарно тајно друштво Илуминате које жели да уништи Ватикан новим оружјем - антиматеријом. Максимилијан Колер открива тело убијеног физичара Леонарда Вентре у његовој соби на чијим грудима је отиснут амбиграм речи „Илуминати“. Уместо да позове полицију, Колер путем интернета проналази харвардског симболога Лангдона, стручњака за Илуминате, и успева да га убеди да дође у ЦЕРН да би му помогао у разоткривању разлога суровог убиства.
Ово је први Браунов роман у низу од три у којима је главни лик Роберт Лангдон, а чије теме су блиско повезане. Анђели и демони је написан пре Да Винчијевог кода и многи критичари га сматрају квалитетнијим делом од потоњег, али тек је Да Винчијев код пробудио широку пажњу читалаца. Један од разлога за то је тај што је по њему снимљен запажен играни филм у ком је главну улогу тумачио глумац Том Хенкс.
Године 2009. снимљен је и истоимени филм по роману Анђели и демони, а исте године је изашао и трећи роман у низу - Изгубљени симбол.